# Chalcotropis caeruleus
Chalcotropis caeruleus is een spinnensoort in de taxonomische indeling van de springspinnen (Salticidae).
Het dier behoort tot het geslacht Chalcotropis. De wetenschappelijke naam van de soort werd voor het eerst geldig gepubliceerd in 1880 door Karsch.

## Voorkomen
De soort komt voor in de Filipijnen.